# エスタブリッシング・ショット
エスタブリッシング・ショット (Establishing Shot) とは、後に続くアクションが編集によってばらばらにされる前にそのアクションがどこで、いつ起きたのか、などを設定するショット。大抵はシーンの始めにある。状況設定ショットともいう。

## 概要
エスタブリッシング・ショットは登場人物と彼らが占めている場所の空間的位置関係もはっきりさせる。息もつかせぬ物語と多くの群衆シーンを特徴とする叙事詩的な映画には、当たり前のように使われている。

## 例
- 『スター・ウォーズ エピソード4/新たなる希望』では宇宙船が飛行するシーンを冒頭に映すことで、宇宙を舞台にした映画であること、星と星の距離感などを説明している。
- 『マッドマックス 怒りのデス・ロード』では冒頭で一面が荒れ果てた砂漠地帯全体や錆びついたV8インターセプター車を映すことで、核戦争により荒廃した世界であることを説明している。
- 冒頭に自由の女神やブルックリン橋を映すことで舞台がニューヨークであること、ロンドン・アイを映すことでロンドンであることを示す。
- 太陽や星空を映すことで時間を示す。

ロング・ショットあるいは超ロングショットであることが多いが、必ずしもそうである必要はない。カバー・ショットとしても知られている。